# 绍兴理工学院
绍兴理工学院，是位于中国浙江省绍兴市的一所公办普通本科学校。

## 历史
2000年1月，绍兴文理学院元培学院设立。是一所以近代教育家蔡元培为名，由绍兴文理学院独立举办的民办全日制本科独立学院。